# Fundacja i Ziemia
Fundacja i Ziemia (tyt. oryg. Foundation and Earth) – wydany w 1986 roku ostatni tom cyklu Fundacja autorstwa Isaaca Asimova.

## Fabuła
Akcja książki dzieje się około 500 lat od założenia Fundacji. Golan Trevize, członek rady wykonawczej na Terminusie „mający dar podejmowania słusznych decyzji na podstawie niepełnych danych”, decyduje się na zaprzepaszczenie wysiłków Seldona i jego następców, mających na celu skrócenie czasu powstania Drugiego Imperium z 30 tysięcy do 1000 lat. Trevize, jako przyszłość galaktyki, wybiera „Galaxię” – model ustroju Galaktyki jaką ma Gaia, planeta-superorganizm, obdarzona wspólną świadomością zamieszkująca ją populacja ludzi, inne organizmy ją zamieszkujące, a nawet tworząca strukturę planety materia nieożywiona. Trevize jednak nie jest pewny słuszności swej decyzji – podświadomie czuje, że odpowiedź znajduje się na mitycznej kolebce ludzkości – Ziemi.
Nie ma jednak informacji o jej położeniu, a Trevize wraz z naukowcem Janovem Peloratem oraz Gajanką Bliss za pomocą najnowocześniejszego statku Fundacji o napędzie grawitacyjnym Odległa Gwiazda sprawdza legendę najstarszego ze światów – Comporellona. 
W czasie poszukiwania starych podań i legend, Trevize dostaje współrzędne trzech planet „pozaświatowców” – pierwszych kolonistów. Na jednej z nich odkrywa współrzędne pozostałych planet pozaświatowców, które wskazują obszar, gdzie może znajdować się Ziemia. Po licznych przygodach Trevize uświadamia sobie słuszność modelu Galaxii – inteligentnego galaktycznego superorganizmu, z powodu pewnego błędu w planie Seldona, który został przeoczony nawet przez samego twórcę planu.